# 小野泰助
小野 泰助（おの たいすけ、1974年〈昭和49年〉 - ）は、日本の起業家、経営者。ドーナッツロボティクス株式会社の代表取締役社長。同社を設立し、ロボット工学や人工知能技術を活用した製品の開発を行っている。

## 経歴
福岡県北九州市生まれ。
実家に北大路魯山人の器や松本清張から祖父あての手紙など、デザイン・クリエイティブに囲まれて育つ。また、ロボット工学にも興味を持ち、周囲の影響を受けながらテクノロジーとロボット工学に関する知識を深めていった。
2002年
- 大学卒業後に起業。主に飲食関係の事業を手掛け、コンセプト、デザイン、マーケティングなどを独学で身につける[3]。

2014年
- 小型ロボット『cinnamon（シナモン）』を開発し、ドーナッツロボティクスを創業[5][6][7]。

2016年
- 1月　ドーナッツロボティクス株式会社を設立[5][8][9]。

2020年
- 8月　スマートマスク『C-FACE』を開発・発表[10][11][12][13][14][15][16][17][18]。

2022年
- 多機能イヤホン『clip EAR』を開発・発表「CES 2022」にブース出展[19]

2024年
- 3月　EY Innovative Startup 2024を受賞[1][8]

## 人物
- 120年以上続く老舗企業の創業者の家庭に次男として生まれるが、14歳の頃に父親を亡くす。そこから全く違う生活になったと語る[3][4][20]。
- 自宅にはテニスコートも完備された裕福な家庭だったと語る[21]。
- 幼少期にカール・セーガンの著書『COSMOS』を読み、宇宙の壮大さに感動し、ロボット事業をはじめる原点となったと語る[4]。
- 「誰でも簡単に使えるものを作れる人が本当に優秀」という考えを持ち、ユーザー中心の製品開発を重視している[4]。
- 見守りロボット「cinnamon」を開発したきっかけは母親を見守るためだった[4]。
- 人間をデフォルメし、黄金比を取り入れたデザイン哲学を持つ[4]。
- ロボット技術を通じて世界中の人々の役に立つことを目指し、社会問題の解決に貢献したいと考えている[4]。
- 「目標はテスラが開発中のヒューマノイドを超えること」と語る[21]。

## 出演・掲載

### ラジオ
- 50 Artists（TOKYO FM、2021年1月3日、6月27日）[22][23]。
- 世界vision lab（TOKYO FM、2022年9月18日〜）パーソナリティ出演[24][25]。

### 雑誌
- ENTREPRENEUR MAGAZINE - JANUARY / FEBRUARY 2024 - FRANCHISE 500. Entrepreneur Media Inc. pp. 38. ASIN B09QV9KC8H
- TIME（2022年9/26・10/3号）. Time Magazine Hong Kong Limited. (2022-9-19). pp. 41. ASIN B0B9681FN4
- 戦略経営者（TKC、2021年5月）[26]。
- 『Newsweek（ニューズウィーク日本版）2025年3月18日号』株式会社CCCメディアハウス、53頁。ASIN B0DL5Y5PF8。[27]

### Webメディア
- ROBOT CREATORS MAGAZINE（2022年3月17日）[28]。
- KJC Biz（2022年3月）[29]。
- COMWARE PLUS（NTTコムウェア、2024年4月）[3]